# 天廚增二
天龍座65，又名BD+64 1407，HD 190713、SAO 18669、HR 7682，是天龍座的一颗恒星，视星等为6.57，位于銀經97.64，銀緯17.21，其B1900.0坐标为赤經20h 1m 13.6s，赤緯+64° 17.21′ 7″。